# 二色の独楽
『二色の独楽』（にしょくのこま）は、日本のミュージシャンである井上陽水の4作目のオリジナル・アルバムである。
1974年10月1日にポリドール・レコードより発売された。

## 解説
- 全曲がロサンゼルスで録音された｡ミュージシャンとして、後に映画『ゴーストバスターズ』で知られるレイ・パーカーJr.、当時ソロデビューして間もないジェシ・エド・デイヴィスや、フィル・スペクター等のアレンジャーだったジャック・ニッチェも参加している。
- 累計売上は82万枚[1]。
- 1983年に初めてCD化され、1990年、1996年、2001年（紙ジャケット仕様）、2006年（ユニバーサルJより）にも再リリースされている。

## 収録曲

### LPレコード
| 全作詞・作曲: 井上陽水。 |                                     |           |            |              |      |
| #                        | タイトル                            | 作詞      | 作曲・編曲 | 編曲         | 時間 |
| 1.                       | 「傘がない －イントロダクション－」 | 井上陽水  | 井上陽水   | 星勝         | 1:09 |
| 2.                       | 「夕立」                            | 井上陽水  | 井上陽水   | 星勝         | 2:34 |
| 3.                       | 「太陽の町」                        | 井上陽水  | 井上陽水   | 星勝         | 1:11 |
| 4.                       | 「Happy Birthday」                  | 井上陽水  | 井上陽水   | 星勝         | 3:56 |
| 5.                       | 「ゼンマイじかけのカブト虫」        | 井上陽水  | 井上陽水   | 星勝         | 3:04 |
| 6.                       | 「御免」                            | 井上陽水  | 井上陽水   | Gene Page    | 2:59 |
| 7.                       | 「月が笑う」                        | 井上陽水  | 井上陽水   | Gene Page    | 3:43 |
| 8.                       | 「二色の独楽」                      | 井上陽水  | 井上陽水   | Jack Nitzche | 5:20 |
| 合計時間:                | 合計時間:                           | 合計時間: | 23:56      |              |      |

| 全作詞・作曲: 井上陽水。 |                      |           |            |           |      |
| #                        | タイトル             | 作詞      | 作曲・編曲 | 編曲      | 時間 |
| 1.                       | 「君と僕のブルース」 | 井上陽水  | 井上陽水   | 星勝      | 3:31 |
| 2.                       | 「野イチゴ」         | 井上陽水  | 井上陽水   | 星勝      | 2:54 |
| 3.                       | 「ロンドン急行」     | 井上陽水  | 井上陽水   | Gene Page | 3:38 |
| 4.                       | 「旅から旅」         | 井上陽水  | 井上陽水   | 星勝      | 4:29 |
| 5.                       | 「眠りにさそわれ」   | 井上陽水  | 井上陽水   | 星勝      | 4:14 |
| 6.                       | 「太陽の町」         | 井上陽水  | 井上陽水   | Gene Page | 3:03 |
| 合計時間:                | 合計時間:            | 合計時間: | 21:49      |           |      |

### CD, 音楽配信
| 全作詞・作曲: 井上陽水。 |                                     |           |            |              |      |
| #                        | タイトル                            | 作詞      | 作曲・編曲 | 編曲         | 時間 |
| 1.                       | 「傘がない －イントロダクション－」 | 井上陽水  | 井上陽水   | 星勝         | 1:09 |
| 2.                       | 「夕立」                            | 井上陽水  | 井上陽水   | 星勝         | 2:34 |
| 3.                       | 「太陽の町」                        | 井上陽水  | 井上陽水   | 星勝         | 1:11 |
| 4.                       | 「Happy Birthday」                  | 井上陽水  | 井上陽水   | 星勝         | 3:56 |
| 5.                       | 「ゼンマイじかけのカブト虫」        | 井上陽水  | 井上陽水   | 星勝         | 3:04 |
| 6.                       | 「御免」                            | 井上陽水  | 井上陽水   | Gene Page    | 2:59 |
| 7.                       | 「月が笑う」                        | 井上陽水  | 井上陽水   | Gene Page    | 3:43 |
| 8.                       | 「二色の独楽」                      | 井上陽水  | 井上陽水   | Jack Nitzche | 5:20 |
| 9.                       | 「君と僕のブルース」                | 井上陽水  | 井上陽水   | 星勝         | 3:31 |
| 10.                      | 「野イチゴ」                        | 井上陽水  | 井上陽水   | 星勝         | 2:54 |
| 11.                      | 「ロンドン急行」                    | 井上陽水  | 井上陽水   | Gene Page    | 3:38 |
| 12.                      | 「旅から旅」                        | 井上陽水  | 井上陽水   | 星勝         | 4:29 |
| 13.                      | 「眠りにさそわれ」                  | 井上陽水  | 井上陽水   | 星勝         | 4:14 |
| 14.                      | 「太陽の町」                        | 井上陽水  | 井上陽水   | Gene Page    | 3:03 |
| 合計時間:                | 合計時間:                           | 合計時間: | 45:45      |              |      |

## 楽曲について
「ゼンマイじかけのカブト虫」
「夕立」のB面曲。
「ロンドン急行」
後にかまやつひろしに提供され、1975年4月5日にアルバム「あゝ我が良き友よ」に収録された。
「旅から旅」
「御免」のB面曲。
「眠りにさそわれ」
「太陽の町」のB面曲。
「太陽の町」
1997年に映画『機関車先生』の主題歌に使われ、シングルカットされた。